# Rock Ridge Interchange Protokoll
Das Rock Ridge Interchange Protokoll (auch RockRidge oder Rock Ridge CD Extension) ist eine Erweiterung des ISO-9660-CD-ROM-Dateisystems für Unix-Derivate, und baut auf dem System Use Sharing Protokoll (SUSP, IEEE P1281) auf.
Im RockRidge-Dateisystem werden zusätzlich zum ISO9660-Dateisystem die Unix-typischen Unix-Dateirechte, Datei-Eigentümer und -Gruppe, Inode-Nummer (für Hard-Links), Link Count und symbolische Verknüpfungen verwaltet. Zusätzlich werden Dateinamen mit bis 255 Zeichen Länge unterstützt. Alle Zeichen mit Ausnahme von ‚/‘ und dem Zeichen NUL (‚\0‘) sind möglich, die Verzeichnisstruktur kann eine beliebige Tiefe annehmen. Die zusätzlichen Metadaten werden, im Gegensatz zum Joliet-Standard von Microsoft, innerhalb der normalen ISO-9660-Dateistruktur gespeichert.
Es existiert auch eine Erweiterung durch Amiga von RockRidge. Diese wurde von einigen Brennprogrammen unter AmigaOS eingesetzt, um die Amiga-typischen Dateirechte auf CD zu speichern. Da das AmigaOS jedoch nicht als Mehrbenutzersystem konzipiert war, wurden die Benutzer ignoriert.